# بنجامين هند
بنجامين هند (22 ديسمبر 1882 في المملكة المتحدة - 1 أبريل 1974) (بالإنجليزية: Benjamin Hind)‏ هو لاعب كريكت بريطاني (وحمل سابقاً جنسية المملكة المتحدة لبريطانيا العظمى وأيرلندا). لعب مع نادي مقاطعة نوتنغهامشير للكريكت ‏.

## وصلات خارجية
- بنجامين هند على موقع إي آس بي آن كريك إنفو (الإنجليزية)